# Manoir de Myasnikov
 (novembre 2024).
Le manoir de Myasnikov (« manoir de Karabchevsky ») est un palais néo-baroque de Saint-Pétersbourg. Il est classé Objet du patrimoine culturel de la Russie d'importance régionale.
Le manoir a été construit en 1857-1859 pour les frères Ivan et Alexander Myasnikov, issus d'une célèbre famille de marchands.
Créée à l'époque de l'historicisme, la façade a été décorée dans le style néo-baroque. Derrière la clôture du manoir se trouve un jardin privé.
En 2003, le bâtiment a été acheté par un investisseur privé pour être transformé en hôtel. Cependant, après avoir effectué des travaux de restauration, l'entreprise a fait faillite. En 2020, le palais a été acheté pour en faire un espace d'art.

## Littérature
- Krupnikova-Balashova Ekaterina. Auteur confirmé (russe) // ARDIS : revue / rédactrice en chef Irina Radchenko. Saint-Pétersbourg, 2008. - n° 2 (38).
- Punin, Andrey Lvovich. Le manoir de I. K. Myasnikov // Architecture de Saint-Pétersbourg au milieu du XIXe siècle. Leningrad, Lenizdat Publ., 1990. 349 pages.